# Sari Abacha
Sanni Sari Abacha (Kwara, 26 de octubre de 1978 - ibídem, 3 de octubre de 2013) fue un futbolista profesional nigeriano que jugaba en la posición de defensa.

## Biografía
Sari Abacha debutó como futbolista profesional en 1996 a los 18 años de edad con el Shooting Stars FC, donde jugó durante una temporada. Posteriormente fue traspasado al Kwara United FC para las dos temporadas siguientes. También jugó para el Enyimba International FC con quien ganó la Liga Premier de Nigeria y la supercopa en 2001, y para el Sharks FC y el Gateway FC antes de volver al Kwara United FC en 2006, equipo en el que permaneció hasta 2011, fecha en la que se retiró como futbolista.
Sari Abacha falleció el 3 de octubre de 2013 a los 34 años de edad tras desplomarse en su domicilio de Kwara.

## Selección nacional
Sari Abacha fue convocado por la selección de fútbol de Nigeria un total de tres veces en 1999 y 2002.

## Clubes
| Club                     | País    | Año         |
| ------------------------ | ------- | ----------- |
| Shooting Stars FC        | Nigeria | 1996 - 1997 |
| Kwara United FC          | Nigeria | 1998 - 2000 |
| Enyimba International FC | Nigeria | 2001 - 2003 |
| Sharks FC                | Nigeria | 2003 - 2004 |
| Gateway FC               | Nigeria | 2004 - 2006 |
| Kwara United FC          | Nigeria | 2006 - 2011 |

## Palmarés
Enyimba International FC
- Liga Premier de Nigeria: 2001
- Supercopa de Nigeria: 2001